# Баянгол (Уверхангай)

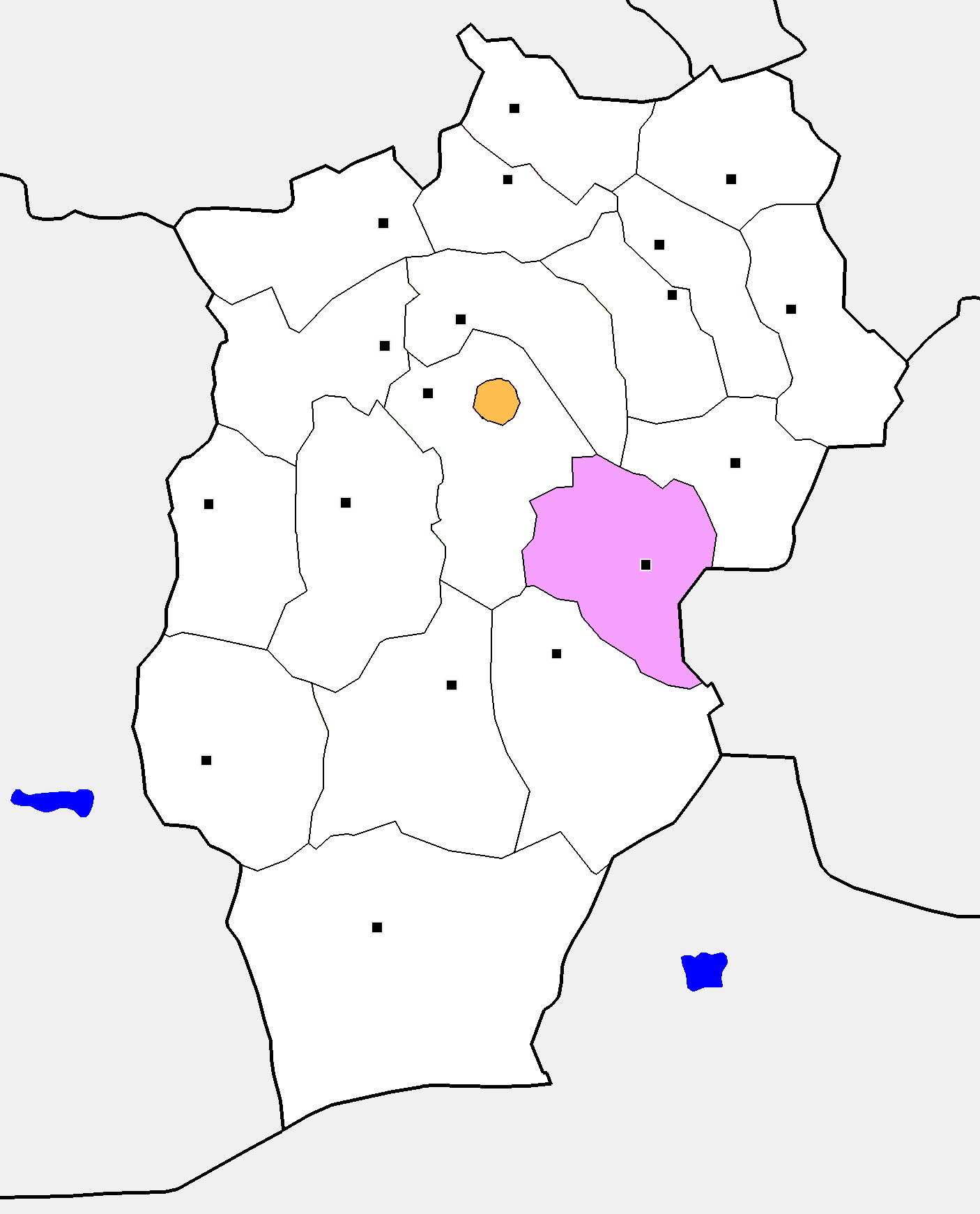
Сомон Баянгол Уверхангайского аймака

Баянгол (монг. Баянгол) — сомон аймака Уверхангай в Монголии, с центром в поселке Ширээ в 83 км от столицы аймака города Арвайхээрa. Население 4 100 человек. Расположен на расстоянии 412 км от Улан-Батора.

## Описание
Высота над уровнем моря — 1350—1785 м, самая низкая точка — местность Цагаан Овоо.

### Рельеф
Рельеф холмистый с обширными степными долинами, почвы степные коричневые, светло-коричневые, солончаковые. На территории сомона находятся:
1. Их Унэгд 1785 м,
2. Улаан Чих 1611 м
3. Маньтын Овоо 1552 м,
4. Шар Нохойт,
5. Улаан,
6. Шар суваг,
7. Бор Хутул,
8. Гуят,
9. Ханангийн Зоо,
10. Яст.

Долины:
1. Хув Ургун зулэг,
2. Дагналтай,
3. Цагаан Булан,
4. Хуувур,
5. Ширээт,
6. Хуч,
7. Ташгайн,
8. Дэвсэг,
9. Хоймор,

Озера:
1. Булга,
2. Цагаан,
3. Зулэгт,
4. Олон,
5. Хонхорын,
6. Хууврийн.

Реки:
1. Бургатай
2. Онгийн-гол

### Климат
Климат резко континентальный. Средняя температура января -15°-20°С, июля 18°+20°С. В год в среднем выпадает 150-200 мм осадков.

### Фауна и флора
Растительность степная. Предполагается. что встречаются архары, водятся джейраны, волки, лисы, зайцы и куропатки.

### Хозяйство и культура
В сомоне имеется школа, больница, культурный и торгово-обслуживающий центры. Сомон богат плавиковым шпатом и солью.

#### Статистика
| Данные по:                        | 2007    | 2008     | 2009     | 2010    | 2011     |
| --------------------------------- | ------- | -------- | -------- | ------- | -------- |
| Численность постоянного населения | 4,235   | ▲4,572   | ▲4,617   | ▼4,423  | ▼4,101   |
| Число домохозяйств,               | 1,276   | ▲1,282   | ▲1,305   | ▼1,270  | ▼1,171   |
| Из них скотоводческих             | 1,058   | ▲1,070   | ▼1,024   | ▼845    | ▼777     |
| Скот (в целом)                    | 276,918 | ▲304,429 | ▼288,294 | ▼97,922 | ▲130,896 |
| - Верблюды                        | 1,452   | ▲1,632   | ▲1,673   | ▼1,367  | ▲1,476   |
| - Лошади                          | 9,953   | ▲11,416  | ▼9,822   | ▼2,944  | ▲3,932   |
| - Коровы                          | 3,295   | ▲3,965   | ▼3,359   | ▼1040   | ▲1,339   |
| - Овцы                            | 153,104 | ▲166,657 | ▼164,388 | ▼56,210 | ▲71,495  |
| - Козы                            | 109,063 | ▲120,759 | ▼109,052 | ▼36,361 | ▲52,654  |